# 8409 Valentaugustus
8409 Valentaugustus (tên chỉ định: 1995 WB43) là một tiểu hành tinh nằm ở rìa ngoài của vành đai chính. Nó được phát hiện bởi Robert Weber ở Socorro, New Mexico, ngày 28 tháng 11 năm 1995. Nó được đặt theo tên ông nội của ông, Valentin Augustus Weber, một di dân từ Đúc sang Mỹ.